# Liste der Monuments historiques in Erquy
Die Liste der Monuments historiques in Erquy führt die Monuments historiques in der französischen Gemeinde Erquy auf.

## Liste der Bauwerke
| Bezeichnung              | Beschreibung                       | Standort                                                                   | Kennzeichnung | Schutzstatus | Datum | Bild           |
| ------------------------ | ---------------------------------- | -------------------------------------------------------------------------- | ------------- | ------------ | ----- | -------------- |
| Dolmen de la Ville Hamon | Neolithikum                        | (Lage)                                                                     | PA00089144    | Inscrit      | 1980  | weitere Bilder |
| Château de Bienassis     | Schloss, erbaut im 15. Jahrhundert | auch auf dem Gebiet der Gemeinden Pléneuf-Val-André und Saint-Alban (Lage) | PA00089143    | Classé       | 2013  | weitere Bilder |
| Viaduc de Caroual        | Viadukt, erbaut 1914/16            | Caroual (Lage)                                                             | PA22000038    | Inscrit      | 2014  | weitere Bilder |

## Liste der Objekte

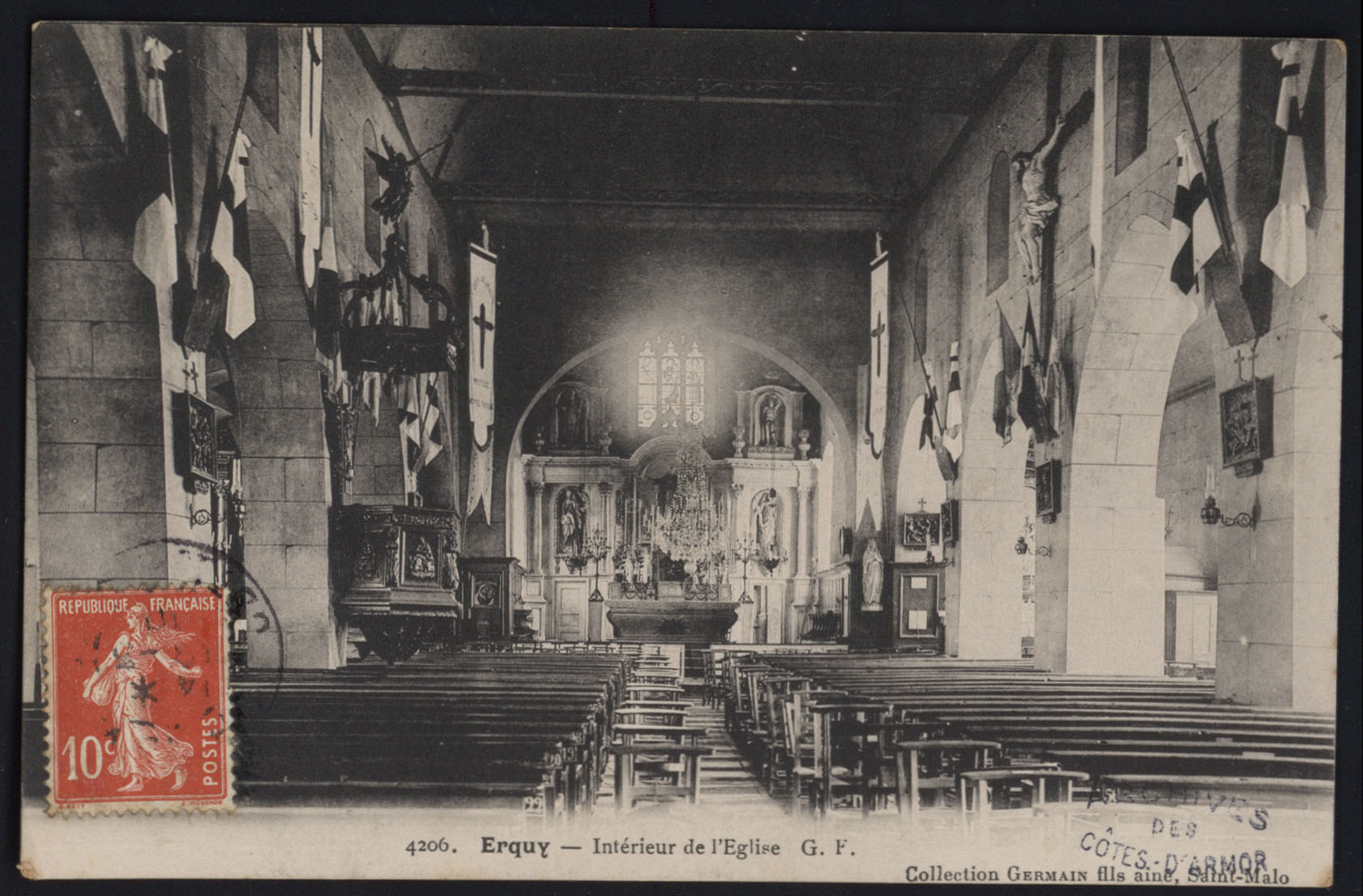
Innenansicht der Kirche St-Pierre-St-Paul

- Monuments historiques (Objekte) in Erquy in der Base Palissy des französischen Kultusministeriums